# Mois des fiertés LGBTQ

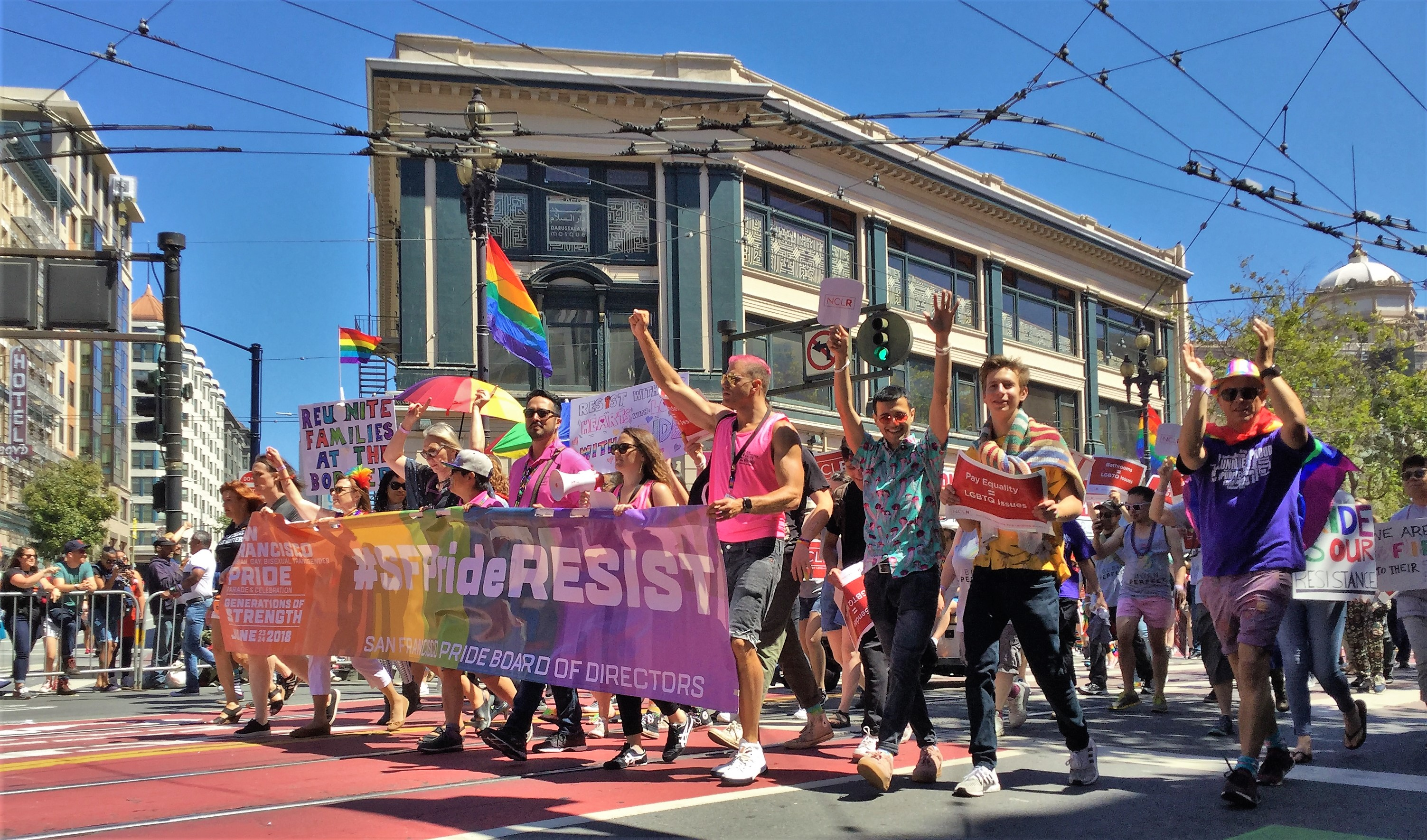
Une marche des fiertés en juin 2018 à San Francisco.

Le mois des fiertés LGBTQ +, plus souvent appelé mois de la Fierté en Amérique du Nord, est une célébration internationale qui a lieu en juin de chaque année afin de rappeler le combat pour les droits LGBT+. Lié à la Marche des fiertés, le mois des fiertés est également un évènement issu des émeutes de Stonewall du 28 juin 1969 à New York. Pendant ce mois ont lieu des marches des fiertés dans différentes villes du monde, ainsi que des évènements autour de la communauté LGBT.

## Histoire
Tout d'abord limité aux marches des fiertés ayant souvent lieu au mois de juin aux États-Unis, l'évènement s'est progressivement étendu à tout le mois, devenant le mois des fiertés. Trois présidents américains déclarent officiellement le mois de juin comme mois des fiertés aux États-Unis : Bill Clinton en 1999 et 2000, Barack Obama de 2009 à 2016 et Joe Biden en 2021. Donald Trump est le premier président américain républicain à y faire allusion en 2019 à travers un tweet,.

## Différents mois de célébration

### France

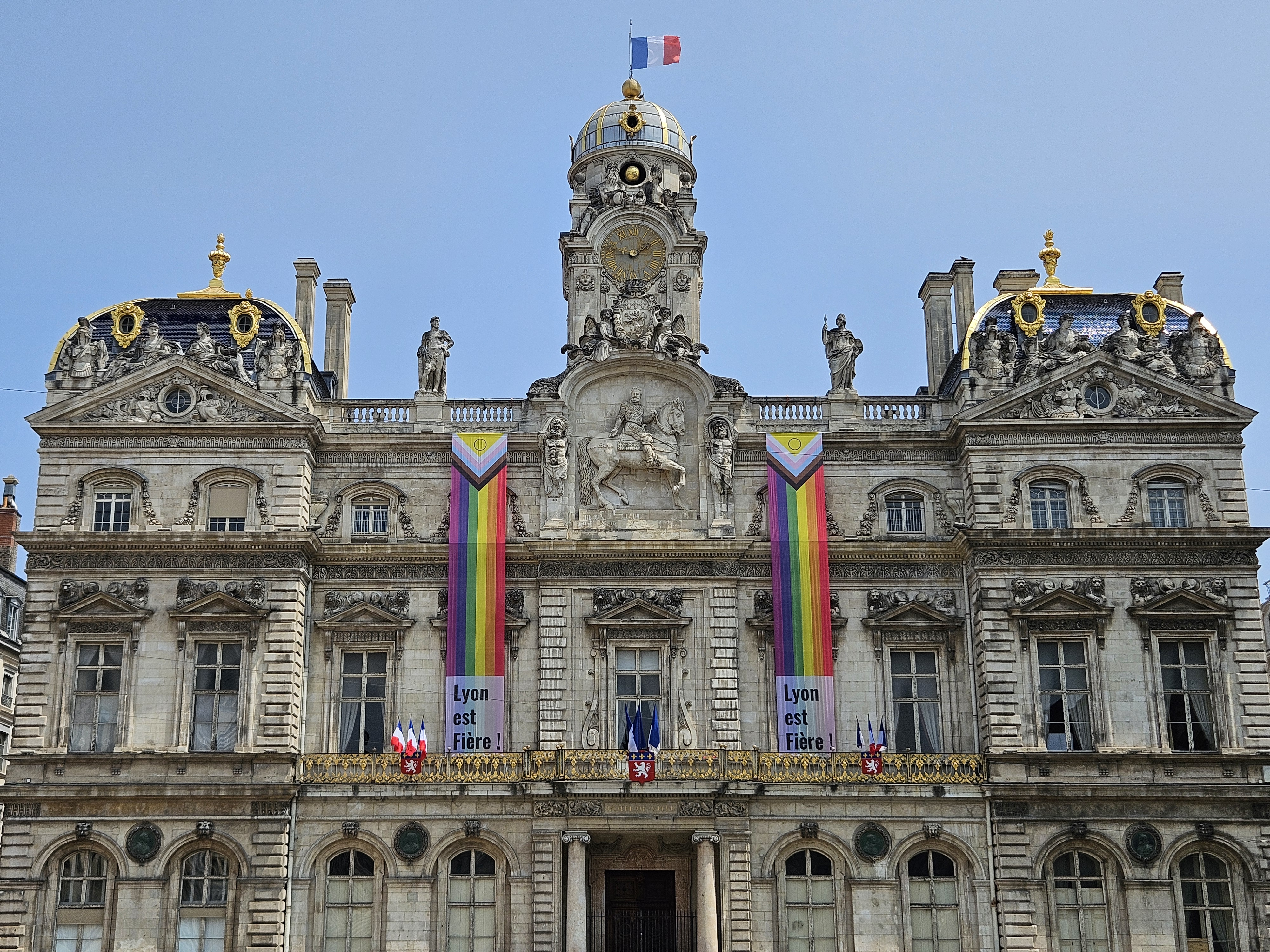
Vue de l'hôtel de ville de Lyon, France, lors du mois des Fiertés en mai-juin 2025.

En France, le mois des Fiertés est célébré dans les grandes villes comme Paris et Lyon, au mois de juin.

### Irlande
Le mois des Fiertés est célébré en juin, en Irlande.

### Nouvelle-Zélande
En Nouvelle-Zélande, le mois des fiertés est célébré à différents moments de l’année. À Auckland, il a lieu en février, tandis qu’à Christchurch et Wellington, il se déroule en mars.